# ليغال دو كورمور
فرانسوا أنتوان دو كورمور سير دو ليغال (بالفرنسية: Kermur de Legal)‏  ولد في (4 سبتمبر 1702 بريتاني - 1792) وهو لاعب شطرنج فرنسي محترف في القرن الثامن عشر والذي خلد اسمه بفخ الإماتة الذي يحمل اسمه كش مات ليغال.

## سيرته
لعـدة عقود وحتى سـن متقدمة من حياته؛ لعب ليغال مباريات شطرنج على مبالغ مالية مع منافسيه في مقهى لاريجونس الذي كان يعتبر مركز الشطرنج الدولي المشع آنذاك، وفي كتابه ابن أخ رامـو ذكـر ديديرو لغيال أنه عجوز اعتاد على القدوم إلى المقهى، وكان الفرق في المستوى بينه وبين خصومه يعوضه بتحديات في شطرنج الأفضلية (ببيدق ودور، قطعة صغيرة، قلعة ..)
ابتداء من 1741 أصبح ليغال معلم فرانسوا فيليدور أفضل لاعب شطرنج فرنسي في القرن الثامن عشر، وإلـى أن تفوق عليه تلميذه كان ليغال يعتبر كأفضل لاعب فرنسي.
في تاريخ الشطرنج اقترن اسمه مع إماتة ليغال وهي مباراة لعبها ضد سانت بري في 1750 ، لكن للأسف لا يوجد هنـاك أي أثر للمباريات الأخرى التي لعبها.

## ما ورد عنه في كتاب ديديرو
«حين يكون الجو باردا للغاية أو ممطرا ألتجـئُ إلى مقهى لاريجونس لأتمتع برؤية لعب الشطرنج، باريس مقصد العالم ومقهى لاريجونس مقصد باريس في لعب الشطرنج، فيه اعتدى روي على ليغال ذو التفكير العميق، فيليدور البارع ومايوت الصلب، فيه ترى أفضل النقلات المدهشة ونسمع أسوء الاقتراحات، لأنه إن كان بالإمكان أن تكون رجلا محبوبا ولاعبا شطرنج كبير مثل ليغال، يمكن كذلك أن تكون لاعب شطرنج كبير وأحمقا مثل فوبارت ومايوت».

## روابط خارجية
- ليغال دو كورمور على موقع مباريات الشطرنج (الإنجليزية)
- (بالفرنسية) سيرة لغيغال دو كورمور